# Üçkuyu, Bekilli
Üçkuyu là một xã thuộc huyện Bekilli, tỉnh Denizli, Thổ Nhĩ Kỳ. Dân số thời điểm năm 2010 là 403 người.